# Клермонт (Вірджинія)
Клермонт (англ. Claremont) — місто (англ. town) в США, в окрузі Саррі штату Вірджинія. Населення — 305 осіб (2020).

## Географія
Клермонт розташований за координатами 37°13′38″ пн. ш. 76°57′59″ зх. д. / 37.22722° пн. ш. 76.96639° зх. д. (37.227284, -76.966498).  За даними Бюро перепису населення США в 2010 році місто мало площу 6,55 км², уся площа — суходіл.

## Демографія
Згідно з переписом 2010 року, у місті мешкало 378 осіб у 161 домогосподарстві у складі 110 родин. Густота населення становила 58 осіб/км².  Було 217 помешкань (33/км²).
Расовий склад населення:
| - 74,6 % — білих - 22,2 % — чорних або афроамериканців - 0,5 % — корінних американців - 0,5 % — азіатів - 0,3 % — вихідців з тихоокеанських островів |

До двох чи більше рас належало 1,3 %. Частка іспаномовних становила 1,1 % від усіх жителів.
За віковим діапазоном населення розподілялося таким чином: 18,3 % — особи молодші 18 років, 63,2 % — особи у віці 18—64 років, 18,5 % — особи у віці 65 років та старші. Медіана віку мешканця становила 49,4 року. На 100 осіб жіночої статі у місті припадало 97,9 чоловіків;  на 100 жінок у віці від 18 років та старших — 94,3 чоловіків також старших 18 років.
Середній дохід на одне домашнє господарство  становив 51 783 долари США (медіана — 36 250), а середній дохід на одну сім'ю — 56 600 доларів (медіана — 51 250). Медіана доходів становила 41 500 доларів для чоловіків та 46 250 доларів для жінок. За межею бідності перебувало 19,2 % осіб, у тому числі 45,2 % дітей у віці до 18 років та 8,2 % осіб у віці 65 років та старших.
Цивільне працевлаштоване населення становило 98 осіб. Основні галузі зайнятості: виробництво — 18,4 %, освіта, охорона здоров'я та соціальна допомога — 18,4 %, будівництво — 15,3 %.